# Peter Hudson
Peter Hudson est un acteur d'origine britannique travaillant en France. Il est né le 17 octobre 1965. Il a collaboré avec de nombreux réalisateurs français comme Alain Resnais, Mathieu Amalric et Gérard Pirès après avoir fait ses preuves à la télévision, notamment dans Cousin William et Highlander.

## Biographie
Il est le père de quatre enfants : 
- Zoé Enid Lilian née en 1983 et Perrine Bey Marie née en 1986, qu’il a eus avec Maryvonne Mricette Olivier ; 
- Lucas né en 1991 et Tom né le 30 janvier 1994, acteur, qu’il a eus avec Anne Le Campion dont il est séparé depuis 2004.

## Filmographie

### Au cinéma

#### Longs métrages
- 1986 : Astérix chez les Bretons de Pino Van Lamsweerde : voix additionnelles (doublage)
- 1987 : Spirale de Christopher Frank : Gordon
- 1988 : Le Testament d'un poète juif assassiné de Frank Cassenti : Ephraim
- 1989 : La Révolution française de Robert Enrico et Richard T. Heffron : Boissy d'Anglas
- 1989 : I Want to Go Home d'Alain Resnais : le Spectre
- 1992 : Le Baiser empoisonné (Prelude to a Kiss) de Norman René : le saxophoniste dans l'hôtel
- 1993 : L'Heure du Cochon (The Hour of the Pig) de Leslie Megahey : le shérif
- 1993 : Smoking / No Smoking d'Alain Resnais : le narrateur
- 1994 : Kabloonak de Claude Massot : Mike
- 1999 : Une pour toutes de Claude Lelouch
- 2001 : Le Stade de Wimbledon de Mathieu Amalric : le militaire
- 2003 : Michel Vaillant de Louis-Pascal Couvelaire : un anglais
- 2003 : Crime contre l'humanité (The Statement) de Norman Jewison : le professeur Valentin
- 2004 : L'Américain de Patrick Timsit : l'avocat américain
- 2005 : Les Chevaliers du ciel de Gérard Pirès : le général Buchanan
- 2006 : Désaccord parfait d'Antoine de Caunes : un médecin
- 2007 : Hitman de Xavier Gens : M. Price
- 2009 : Lignes de front de Jean-Christophe Klotz : le général Hillaire
- 2010 : Bus Palladium de Christopher Thompson : Gordon
- 2012 : Lock Out de James Mather et Stephen St. Leger : le président Warnock
- 2013 : Blackie et Kanuto : Une aventure à décrocher la lune (Blackie & Kanuto) de Francis Nielsen : Marvin (doublage)
- 2013 : Malavita de Luc Besson : l'avocat de Giovanni au palais de justice
- 2014 : Les Trois Frères : Le Retour de Didier Bourdon, Bernard Campan et Pascal Légitimus : John Assec
- 2014 : 1001 grammes de Bent Hamer : le professeur Winkler
- 2015 : Les Profs 2 de Pierre-François Martin-Laval : le père de Rowan
- 2016 : Jackie de Pablo Larraín : l'amiral George Burkley
- 2017 : Valérian et la Cité des mille planètes de Luc Besson : Capitaine Crawford
- 2025 : Les Tuche : God Save the Tuche de Jean-Paul Rouve : Sir James Wilcott

#### Court métrage
- 1994 : Ada sait pas dire non de Luc Pagès : le psy

### À la télévision

#### Séries télévisées
- 1985 : Série noire, épisode « Pas de vieux os » (1-13)
- 1986 : Maguy, épisode « Le péril John » (2-46) : John Forrester Jr
- 1987 : Les Cinq Dernières Minutes, épisode « Une paix royale » (3-44) : Sean O'Brien
- 1987 : Napoléon et Joséphine, épisode du 12 novembre 1987 (1-3) : D'Enghien
- 1989 : Le Voyageur (The Hitchhiker), épisode « Roue de fortune (Spinning Wheel) » (5-12)
- 1990 : Les deux font la loi (Bordertown), épisode « Tous pour une (All for One) » (2-26) : Wilbur Rawson
- 1992 : Force de frappe (Counterstrike), épisode « The Circus Ring » (2-22) : Burroughs
- 1992 : Port-Breac'h : Michael Nader
- 1992 – 1993 : Cousin William, 95 épisodes : Larry
- 1993 – 1998 : Highlander, 12 épisodes : James Horton
- 1995 : Kavanagh (Kavanagh Q.C.), épisode « Une belle réussite (The Sweetest Thing) » (1-4) : Patrice Kaplan
- 1995 : The Hardy Boys, épisode « No Dice » (1-13) : l'inspecteur Bouillard
- 1997 – 1998 : Les Zinzins de l'espace, 52 épisodes : Etno (doublage français)
- 1999 : Les Nouveaux Professionnels (CI5: The New Professionals), épisode « Trafic (High Speed) » (1-11) : Vance
- 2001 : Largo Winch, épisode « Alerte maximum (Briefcase) » (1-12) : Hector Espector
- 2007 – 2008 : La Compagnie des glaces (Grand Star), 24 épisodes : Liam Ragg
- 2009 : Pigalle, la nuit, épisode du 23 novembre 2009 (1-1) : Stuart Morgan
- 2010 : Ce jour-là, tout a changé, épisode « L'appel du 18 juin » (1-4) : Edward Spears
- 2012 : Interpol, épisode « Seules dans la nuit » (3-3) : Clyde Mc Farlane
- 2012 : Kaboul Kitchen, épisode « Petits mensonges entre amis »  (1-8) : Nigel
- 2014 : Les Hommes de l'ombre, 5 épisodes : Bakian
- 2015 : Versailles, 7 épisodes : le docteur Masson
- 2016 : Nina, 2 épisodes : François Jeunet
- 2019 : Mirage de Louis Choquette

#### Téléfilms
- 1984 : Camille de Desmond Davis
- 1986 : La Griffe du destin (Sins) de Douglas Hickox : le publicitaire
- 2006 : Le Maître du Zodiaque de Claude-Michel Rome : Carpenter
- 2006 : Petits Secrets et gros mensonges de Laurence Katrian : Steve Baron
- 2007 : Les Prédateurs de Lucas Belvaux : Steiner
- 2007 : La Résistance de Félix Olivier : Yeo-Thomas
- 2008 : Le Monde est petit de Régis Musset : Fergusson
- 2010 : Berlin 1885, la ruée sur l'Afrique de Joël Calmettes : Kasson
- 2013 : Silences d'État de Frédéric Berthe : Alan Bates

## Doublage de jeux vidéo

### Version française
- 2000 : Stupid Invaders : Etno
- 2001 : Adibou 3 : voix additionnelles
- 2022 : Syberia: The World Before : Reinhard Berger

### Version anglaise
- 1993 : Adi 2 : Adi
- 1997 : F1 Racing Simulation
- 1997 : James Renard : Opération Milkshake (Spy Fox in "Dry Cereal") : Walter Wireless
- 1998 : Laura et le Secret du diamant (Laura's Happy Adventures)
- 1998 : Saga: Rage of the Vikings
- 1998 : Marine Malice 3 : Le Mystère du coquillage volé (Freddy Fish 3: The Case of the Stolen Conch Shell) : le mégaphone
- 1998 : Vikings
- 1999 : Outcast : voix additionnelles
- 2000 : The Devil Inside
- 2000 : Genesys
- 2001 : Necronomicon : L'Aube des ténèbres (Necronomicon : The Dawning of Darkness)
- 2004 : Syberia II : Mr. Cirkos
- 2009 : Empire: Total War : voix additionnelles
- 2014 : Bound by Flame
- 2014 : Styx: Master of Shadows : Ozkan
- 2017 : Outcast : Second Contact : Talans